# Жуанополис
Жоанополис (порт. Joanópolis) — муниципалитет в Бразилии, входит в штат Сан-Паулу. Составная часть мезорегиона Макрорегион агломерации Сан-Паулу. Входит в экономико-статистический микрорегион Браганса-Паулиста. Население составляет 12 052 человека на 2006 год. Занимает площадь 374,583 км². Плотность населения — 32,2 чел./км².
Праздник города — 24 июня.

## История
Город основан 17 августа 1895 года.

## Статистика
- Валовой внутренний продукт на 2003 составляет 71.548.766,00 реалов (данные: Бразильский институт географии и статистики).
- Валовой внутренний продукт на душу населения на 2003 составляет 6.332,31 реалов (данные: Бразильский институт географии и статистики).
- Индекс развития человеческого потенциала на 2000 составляет 0,766 (данные: Программа развития ООН).

## География
Климат местности: горный тропический. В соответствии с классификацией Кёппена, климат относится к категории Cwb.

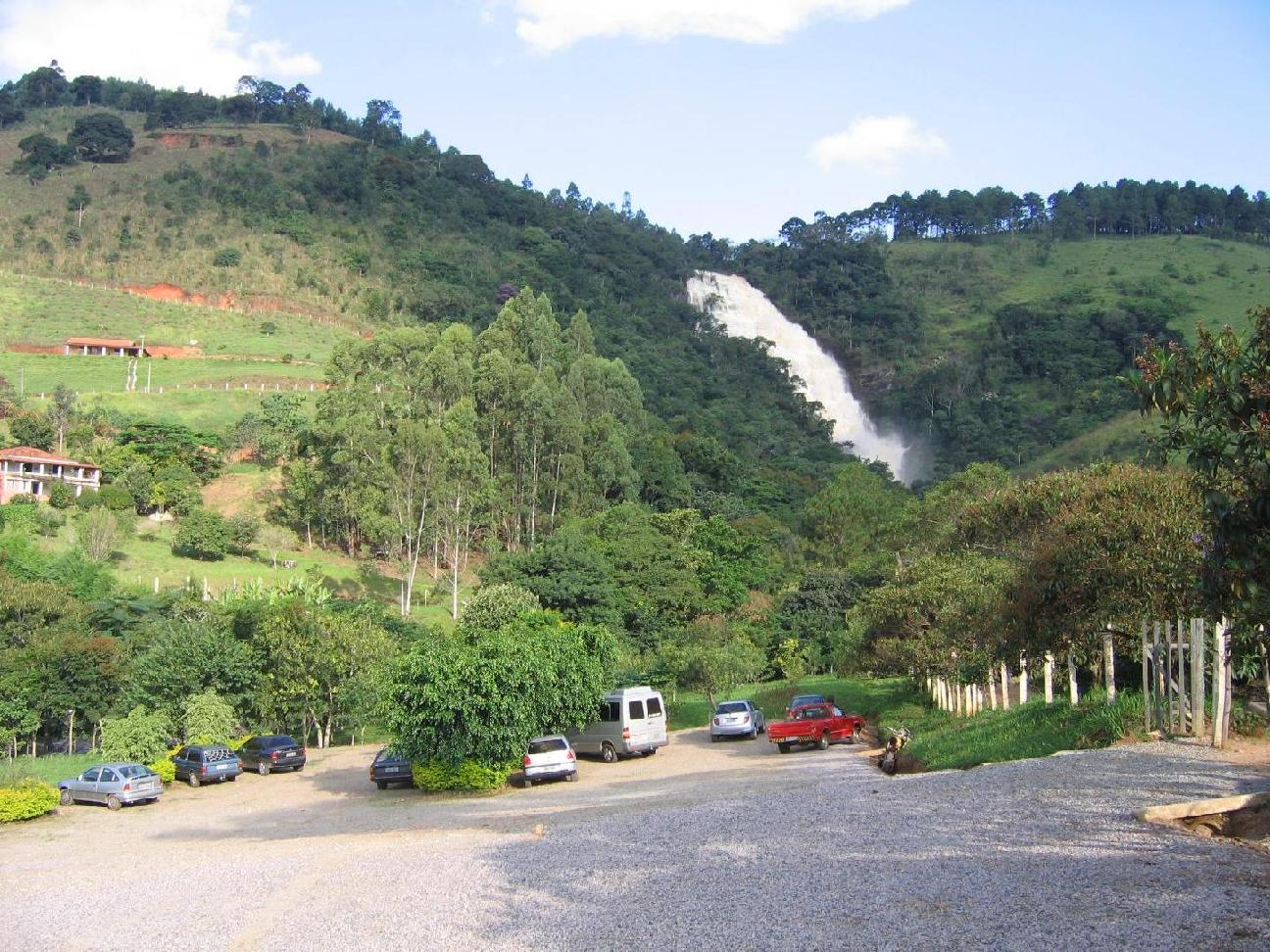